# Edel de Cléron
De édel de Cléron is een Franse kaas, afkomstig uit het dorp Cléron in de vallei van de Loue, bezuiden Besançon in de Franche-Comté
De édel de Cléron is een kaas van het type vacherin (vergelijkbaar met de Mont d’Or AOC). Alleen, de kaas heet in Frankrijk een "faux vacherin", oftewel een valse vacherin, met name omdat de kaas in tegenstelling tot de vacherin van gepasteuriseerde melk gemaakt is.
De kaas wordt op dezelfde wijze als de vacherin gemaakt en wordt verpakt in een cirkel van dennenbast. Deze verpakking geeft zijn eigen smaak aan de kaas door. Het gebruik van gepasteuriseerde melk maakt wel dat de kaas niet zo dun wordt als de vacherin. Waar de vacherin met een lepel uit de vorm gegeten wordt, kan de édel de Cléron gesneden worden. Soms is de kaas in het midden erg zacht, vergelijkbaar met een rijpe brie, maar nooit zo zacht als de vacherin.
Voordeel van het gebruik van gepasteuriseerde melk is wel dat de kaas gemakkelijker geproduceerd en geëxporteerd kan worden. De kaas zal eerder aan de eisen van de keuringsdiensten voldoen dan een vacherin.
De édel de Cléron kent een rijpingstijd van minimaal 3 weken. In die tijd wordt de kaas dagelijks gekeerd en gewassen met pekelwater. Is de kaas klaar, dan wordt de cirkel van dennenbast iets ingekort en wordt een sneetje in de kaas gemaakt, waardoor deze precies in het houten doosje geperst kan worden. De kaas heeft een goudkleurige korst met een witte schimmel er op. De kaas geeft een aardgeur, een champignongeur af. Geeft de kaas een ammoniakgeur af dan is het af te raden hem nog te eten, de rijping is te ver gegaan.